# Stewart Cink
Stewart Ernest Cink (Huntsville, 21 maggio 1973) è un golfista statunitense.
Prende parte al PGA Tour dal 1995 e in carriera si è imposto complessivamente in 12 tornei.
Nel luglio 2009 ha ottenuto la sua prima vittoria in uno dei grandi tornei Major imponendosi al British Open dopo uno spareggio con il veterano Tom Watson.
Tra il 2004 e il 2008 è stato per 39 settimane tra i primi dieci giocatori della classifica dell'Official World Golf Rankings.

## Vittorie professionali (15)

### PGA Tour vittorie (8)
| Legenda                      |
| Tornei Major (1)             |
| World Golf Championships (1) |
| Altro PGA Tour (6)           |

| No. | Data               | Torneo                      | Punteggio di vittoria | Margine | Secondo/i                                 |
| --- | ------------------ | --------------------------- | --------------------- | ------- | ----------------------------------------- |
| 1   | 27 luglio, 1997    | Canon Greater Hartford Open | −13 (69-67-65-66=267) | 1 colpo | Tom Byrum, Brandel Chamblee, Jeff Maggert |
| 2   | 16 aprile, 2000    | MCI Classic                 | −14 (71-68-66-65=270) | 2 colpi | Tom Lehman                                |
| 3   | 18 aprile, 2004    | MCI Heritage (2)            | −10 (72-69-69-64=274) | Playoff | Ted Purdy                                 |
| 4   | 22 agosto, 2004    | WGC-NEC Invitational        | −11 (63-68-68-70=269) | 4 colpi | Rory Sabbatini, Tiger Woods               |
| 5   | 22 giugno, 2008    | Travelers Championship (2)  | −18 (66-64-65-67=262) | 1 colpo | Tommy Armour III, Hunter Mahan            |
| 6   | 19 luglio, 2009    | The Open Championship       | −2 (66-72-71-69=278)  | Playoff | Tom Watson                                |
| 7   | 13 settembre, 2020 | Safeway Open                | −21 (67-70-65-65=267) | 2 colpi | Harry Higgs                               |
| 8   | 18 aprile, 2021    | RBC Heritage (3)            | −19 (63-63-69-70=265) | 4 colpi | Emiliano Grillo, Harold Varner III        |

## Tornei Major

### Vittorie (1)
| Anno | Campionato            | 54 buche           | Punteggio di vittoria | Margine  | Secondo    |
| ---- | --------------------- | ------------------ | --------------------- | -------- | ---------- |
| 2009 | The Open Championship | 3 colpi di deficit | −2 (66-72-71-69=278)  | Playoff1 | Tom Watson |

1Ha sconfitto Watson in un playoff complessivo a quattro buche; Cink (4-3-4-3=14), Watson (5-3-7-5=20).